# Katrien De Becker
Katrien De Becker (Ukkel, 21 mei 1971) is een Vlaams actrice.
Haar bekendste rollen zijn die van Patsy (2000), Lynn Houben (2001) en Sonja Tabasco (2007-2008) in Spoed en die van June Van Damme in Familie (2009-2016, 2017). Daarnaast vertolkte ze in 2008 een hoofdrol in de komedie Happy Singles. In 2014 speelt ze een gastrol in het 10de seizoen van Aspe.
In het najaar van 2018 maakte ze haar intrede als Tania Tibergyn in Thuis. Op 15 april 2022 stierf haar personage Tania en verdween ze bijgevolg uit de reeks.
Ze speelde gastrollen in Het Park (Tamara), 2 Straten verder, Wittekerke (Miriam Struys-Smiths), Recht op Recht (juriste in 2000, Sandrine Cuypers in 2001), Veel geluk, professor! (Frieda Lomann), Samson en Gert (Suzy), Droge voeding, kassa 4 (Frie Ratajczak), Sedes & Belli (Cynthia Walraevens), F.C. De Kampioenen (Brenda in 2001 en in 2003 en Sandrine in 2010), Flikken (Sofie Willems in 1999, Ann Gustave in 2003), De Wet volgens Milo (Karin Vermaat), Rupel (Dorien Haak), Aspe (Yvette), Witse (Sarah Paulus in 2004, Arianne Poirrier in 2006), Verschoten & Zoon (Julia in 2002, Karen in 2007) en Kinderen van Dewindt (Martje, vrouw van Ludo). In 2010 speelt ze mee in de serie 4 Tegen Z op Ketnet. Ze neemt de Vlaamse stem van Hanna op zich.
Ze speelt sinds 1993 in verschillende theaters, waaronder: Theater Antigone, Noordteater, Arca theater, Bourla, Event-Team, Raamtheater en de Paardenkathedraal (in Utrecht), waar ze in 2008 een nominatie voor de Theo d'Or in de wacht sleepte voor haar rol als Charlotte in "Nachtwake" van lars Norèn.
Sinds 2018 heeft ze een relatie met acteur Johan De Paepe.
Katrien heeft ook twee kinderen van een vorige relatie.

## Televisieseries
- Het Park (1993-1995) als Tamara
- Wittekerke (1994) als Veerle
- Buiten De Zone (1996) als Cindy
- Deman (1998) als Nathalie Geurts
- Wittekerke (1999) als sociaal assistente
- 2 straten verder
- Flikken (1999) als Sofie Willems
- Wittekerke (2000-2001) als Myriam Smits
- Recht op recht (2000) als juriste
- Spoed (2000) als Patsy
- F.C. De Kampioenen (2001, 2003) als Brenda
- Droge voeding, kassa 4 (2001-2002) als Frie Ratajczak
- Spoed (2001-2002) als Lynn Houben
- Recht op recht (2001) als Sandrine Cuypers
- De makelaar (2001) als Leen De Bruyn
- Veel geluk, professor! (2001) als Frieda Lomann
- Verschoten & Zoon (2002) als Mia
- Samson en Gert (2002) als Suzy
- Sedes & Belli (2003) als Cynthia Walraevens
- Flikken (2003) als Ann Gustave
- Witse (2004) als Sarah Paulus
- De Wet volgens Milo (2005) als Karin Vermaat
- Rupel (2005) als Dorien Haak
- Witse (2006) als Arianne Poirrier
- Spoed (2007-2008) als Sonja Tabasco
- Verschoten & Zoon (2007) als Karen
- Kinderen Van Dewindt (2007) als Martje
- Aspe (2008) als Yvette
- Happy Singles (2008) als Monika
- Familie (2009-2016, 2017) als June Van Damme
- 4 tegen Z (2009) als Hanna (Stem)
- F.C. De Kampioenen (2010) als Sandrine Costermans
- Witse (2010) als Bie Stallaert
- Wolven (2013) als Ann Geudens
- Aspe (2014) als Christel Van Veen
- Vermist (2016) als Greet Daelemans
- Niko Op De Vlucht (2016) als June Van Damme
- Thuis (2018-2022) als Tania Tibergyn
- Nachtwacht (2018) als Nyckel
- De twaalf (2019) als stem UZ
- HannaH (Kortfilm)(2019) als moeder
- Waar Is het Grote Boek van Sinterklaas (2019) als journaliste
- Sinterklaas en de Gouden Chocolademunten (2020) als vertelstem
- Voor altijd Kampioen! (2021) - als zichzelf (Documentaire)
- GameKeepers (2024) - als show host Buzzer
- Knokke Off (2024) - als receptioniste

## Theater
Ze speelt sinds 1993 in verschillende theaters, waaronder: Theater Antigone, Arca theater, Bourla, het Raamtheater en de Paardenkathedraal (in Utrecht), waar ze in 2008 een nominatie voor de Theo d'Or in de wacht sleepte voor haar rol als Charlotte in Nachtwake van Lars Norèn.
In 2019 was ze te zien in de musical 'Roodkapje' als moeder (tour door Vlaanderen / productiehuis Event-Team). En bij hetzelfde productiehuis speelde ze in 2020 de rol van Veronique Défort in de komedie 'LIFTEN' (tour door Vlaanderen in januari en februari 2020).
Bij Roxy Theaterproducties uit Sint-Truiden speelde ze in 2018 in de komedie "Bedankt Lieve Ouders" en in 2021 in "Eén is geen".